# Allocosa floridiana
Allocosa floridiana är en spindelart som först beskrevs av Chamberlin 1908.  Allocosa floridiana ingår i släktet Allocosa och familjen vargspindlar. Inga underarter finns listade i Catalogue of Life.